# Acumada calva
Acumada calva är en insektsart som beskrevs av Young 1986. Acumada calva ingår i släktet Acumada och familjen dvärgstritar. Inga underarter finns listade i Catalogue of Life.